# 帕尔河畔埃格林
帕尔河畔埃格林是德国巴伐利亚州的一个市镇。总面积20.77平方公里，总人口2272人，其中男性1119人，女性1153人（2011年12月31日），人口密度109人/平方公里。